# Pârâul Băilor Mari
Părâul Băilor Mari este un afluent al râului Bârzava. 

## Hărți
- Harta Județului Caraș-Severin
- Harta Munții Semenic  Arhivat în 4 martie 2016, la Wayback Machine.
- Harta Munții Aninei [nefuncțională – arhivă]